# Thomas Agyepong
Pour les articles homonymes, voir Agyepong.
Thomas Agyepong, né le 10 octobre 1996 à Accra, est un footballeur international ghanéen. Il évolue au NAC Breda au poste d'ailier.

## Biographie

### En club
Le 8 août 2018 il est prêté à Hibernian.

### En équipe nationale
Il reçoit sa première sélection en équipe du Ghana le 11 juin 2017, contre l'Éthiopie (victoire 5-0).